# Кіборг-поліцейський 2
«Кіборг-поліцейський 2» (англ. Cyborg Cop II) — американський фантастичний бойовик 1994 року режисера Сема Фьорстенберга.

## Сюжет
Джек Раян працює у відділі по боротьбі з наркотиками. Під час захоплення одного небезпечного торговця наркотиками і за сумісництвом терориста гине партнер Джека по роботі. Тепер Джеку доведеться працювати одному, а терористові уготований тривалий тюремний термін. Але Джек ще не знає, що у хлопців з ФБР свої плани щодо терориста. Злочинця передають у Пентагон, де з нього в секретній лабораторії буде створений особливий кіборг для антитерористичної групи — кіборг Спартакус. Цей новий кіборг стає божевільним і вбиває своїх учених-творців. Він хоче завоювати світ для Імперії кіборг, а для цього йому треба знищити всіх людей. І тільки Джек Раян і ще кілька людей з його команди знають як зупинити цього божевільного завойовника.

## У ролях
- Девід Бредлі — Джек Раян
- Морган Хантер — Спартакус / Старкрейвен
- Джілл Пірс — Ліз МакДауелл
- Віктор Меллені — Сем Пікенс
- Дуглас Брістоу — доктор Оунс
- Дейл Каттс — капітан Салерно
- Адріан Валдрон — Джон Тревіс
- Гектор Работабі — Майк Алверз
- Кімбірлі Старк — Глорія Алверз
- Майкл МакГоверн — Warden Chuck Hunter
- Девід С. Вебб — Едді Річардс
- Френк Нотаро — Стікс
- Робін Сміт — Товстун
- Стефен Лідер — Гнізда Уорд
- Норман Кумбз — Мер Спенсер Девіс
- Тоні Капрарі — Хіппі Механік
- Тайс Ду Плуй — менеджер
- Кен Гампу — начальник поліції
- Ісаак Мевімбелла — Картер
- Елізабет Мінгомезулу — робітниця заводу
- Мелані Волкер — гарна співробітниця
- Алан Мур — патрульний сержант
- Тед Ле Пла — ATG водій
- Мартін Ле Метр — ATG напарник
- Дерріл Вернер — кіборг
- Вадим Добрін — кіборг
- Артур Березін — кіборг
- Тайрон Стефенсон — кіборг